# Robin Haefs

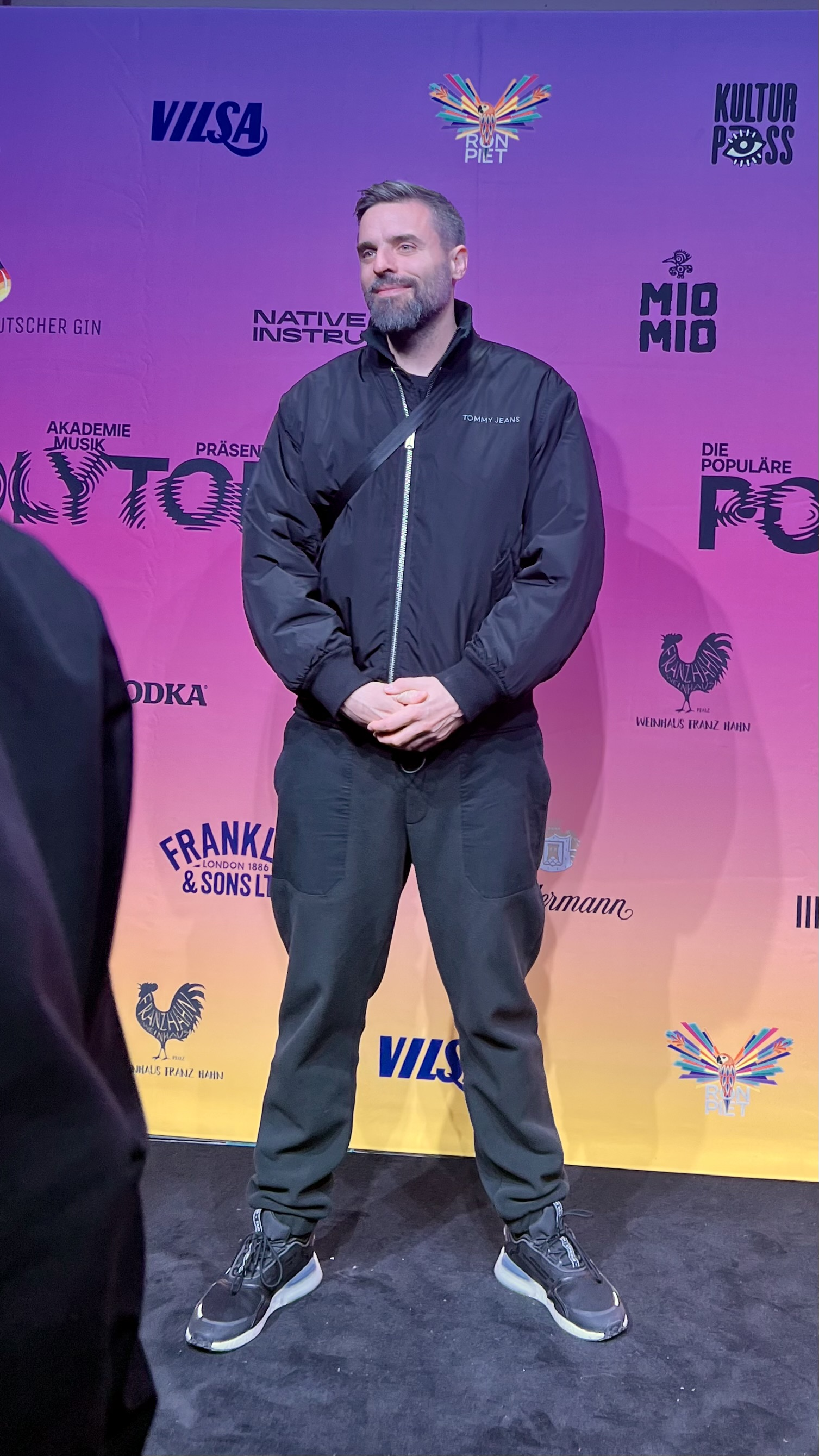
Robin Haefs beim Polyton 2024

Robin Haefs (* 27. September 1980 in Berlin-Schöneberg) ist ein deutscher Songwriter aus Berlin.

## Leben
Robin Haefs wuchs als Sohn von Eltern aus der 68er-Bewegung auf. Während der Schulzeit begann er zunächst mit Graffiti, später mit Rap.
Aus einer Zusammenarbeit mit dem Opernsänger Rainer Scheerer, den Robin Haefs 1998 in der Schule kennenlernte, gründete sich wenig später das gemeinsame Label Springstoff. Hierüber veröffentlichte er als Rapper diverse Tonträger und nahm dabei Songs mit Interpreten wie Damion Davis, Morlockk Dilemma und Sookee auf. Er arbeitete mit Produzenten wie Beatzarre, Djorkaeff und DJ Ilan zusammen. Robin Haefs ist heute kein Teil mehr von Springstoff.
Von 2002 bis 2004 studierte Haefs Design Technology an der TU Berlin, 2004 bis 2007 Multimedia Arts am SAE Institute Berlin. Neben Workshops, Konzerten, Musik- und Videoproduktionen entwickelt Robin Haefs als Projektleiter „Audience Development-Konzepte“, die meist in Form von Rap-Musicals auf die Bühne gebracht werden. Beispiele hierfür sind Romeo feat. Julia für den SWR oder ALICE! für das Staatstheater Darmstadt.
Haefs trat während der SDP-Touren 2013 und 2014 als Support Act auf und war als DJ Teil der Live-Band von SDP.
Seit 2018 ist Robin Haefs bei der Edition Djorkaeff Beatzarre / Budde Music / Fisherman Songs als Songwriter unter Vertrag. In dieser Funktion arbeitete er vor allem als Texter mit Künstlern wie 01099, 257ers, Adel Tawil, Azad, Ben Zucker, Bosse, Capital Bra, Casper, Céline, Dardan, Hava, Helene Fischer, Herbert Grönemeyer, Kool Savas, Luciano, Lune, Mark Forster, Matthias Reim, Max Giesinger, Montez, Nico Santos, Paula Hartmann, Samra, SDP, Shirin David, Sido, Silbermond, Tim Bendzko, Wincent Weiss uvm.
Hervorzuheben ist seine Zusammenarbeit mit der Sängerin Lea, mit der er knapp 50 Lieder geschrieben hat.
Er ist als Texter verantwortlich für sämtliche Lieder der Filmreihe Die Schule der magischen Tiere.
Für das Theaterstück „Bülowstrasse“ nach dem gleichnamigen LEA-Album ist er außerdem als Music Supervisor tätig.

## Diskografie
- 2004: Maksimale Sikkness (Kollaboalbum mit Sikk, Springstoff)
- 2009: Halleluja Berlin (Album, Springstoff)
- 2013: Aijajajajajajajay (EP, Viva Berolina)

### Filmmusik
- 2018: Das schönste Mädchen der Welt
- 2021: Die Schule der magischen Tiere
- 2022: Die Schule der magischen Tiere 2
- 2024: Die Schule der magischen Tiere 3

### Autorenbeteiligungen und Produktionen
Robin Haefs als Autor (A) und Produzent (P) in den Charts

| Jahr | Titel Interpretation                                                                      | Höchstplatzierung, Gesamtwochen, AuszeichnungChartplatzierungen (Jahr, Titel, Interpretation, Platzierungen, Wochen, Auszeichnungen, Anmerkungen) | Höchstplatzierung, Gesamtwochen, AuszeichnungChartplatzierungen (Jahr, Titel, Interpretation, Platzierungen, Wochen, Auszeichnungen, Anmerkungen) | Höchstplatzierung, Gesamtwochen, AuszeichnungChartplatzierungen (Jahr, Titel, Interpretation, Platzierungen, Wochen, Auszeichnungen, Anmerkungen) | Anmerkungen                                                  |
| Jahr | Titel Interpretation                                                                      | DE | AT | CH | Anmerkungen                                                  |
| --- | ----------------------------------------------------------------------------------------- | --- | --- | --- | ------------------------------------------------------------ |
| 2016 | Wir sind groß A Mark Forster                                                              | DE3 Platin · (29 Wo.)DE | AT18 Gold · (20 Wo.)AT | CH16 Platin · (20 Wo.)CH | Erstveröffentlichung: 1. April 2016 Verkäufe: + 445.000      |
| 2016 | Nummer Eins A Stereoact feat. Chris Cronauer                                              | DE40 Gold · (7 Wo.)DE | AT29 (5 Wo.)AT | CH89 (2 Wo.)CH | Erstveröffentlichung: 30. Dezember 2016 Verkäufe: + 200.000  |
| 2017 | Achterbahn A Helene Fischer                                                               | DE10 Platin · (14 Wo.)DE | AT37 Platin · (1 Wo.)AT | CH25 (3 Wo.)CH | Erstveröffentlichung: 8. September 2017 Verkäufe: + 430.000  |
| 2018 | Immer wenn wir uns sehn A Lea × Cyril                                                     | DE16 Platin · (32 Wo.)DE | AT59 (8 Wo.)AT | — | Erstveröffentlichung: 17. August 2018 Verkäufe: + 400.000    |
| 2019 | Nicht allein sein A Stereoact                                                             | DE92 (1 Wo.)DE | — | — | Erstveröffentlichung: 22. Februar 2019                       |
| 2019 | 194 Länder A Mark Forster                                                                 | DE13 ×3Dreifachgold · (34 Wo.)DE | AT14 (28 Wo.)AT | CH48 Platin · (16 Wo.)CH | Erstveröffentlichung: 13. September 2019 Verkäufe: + 620.000 |
| 2019 | 110 A Capital Bra & Samra feat. Lea                                                       | DE1 ×3Dreifachgold · (44 Wo.)DE | AT2 Gold · (38 Wo.)AT | CH2 (37 Wo.)CH | Erstveröffentlichung: 20. September 2019 Verkäufe: + 615.000 |
| 2019 | Einmal im Leben A Wincent Weiss                                                           | DE60 (1 Wo.)DE | — | CH37 (1 Wo.)CH | Erstveröffentlichung: 20. September 2019                     |
| 2019 | 110 (Prolog) A Lea                                                                        | DE43 Gold · (10 Wo.)DE | — | CH80 (1 Wo.)CH | Erstveröffentlichung: 18. Oktober 2019 Verkäufe: + 200.000   |
| 2020 | Zu Ende A Samra & Elif                                                                    | DE4 Gold · (13 Wo.)DE | AT3 Gold · (7 Wo.)AT | CH8 (4 Wo.)CH | Erstveröffentlichung: 24. Januar 2020 Verkäufe: + 215.000    |
| 2020 | Treppenhaus A Lea                                                                         | DE18 Platin · (21 Wo.)DE | AT48 (13 Wo.)AT | CH96 (2 Wo.)CH | Erstveröffentlichung: 6. März 2020 Verkäufe: + 400.000       |
| 2020 | Für mich A Céline                                                                         | DE70 (5 Wo.)DE | — | — | Erstveröffentlichung: 13. März 2020                          |
| 2020 | Okay A Lea                                                                                | DE85 (2 Wo.)DE | — | — | Erstveröffentlichung: 15. Mai 2020                           |
| 2020 | Augen zu A Elif feat. Samra                                                               | DE9 (8 Wo.)DE | AT28 (2 Wo.)AT | CH40 (2 Wo.)CH | Erstveröffentlichung: 4. September 2020                      |
| 2020 | Mailbox A Dardan feat. Hava                                                               | DE7 Gold · (7 Wo.)DE | AT21 (3 Wo.)AT | CH21 Platin · (3 Wo.)CH | Erstveröffentlichung: 2. Oktober 2020 Verkäufe: + 220.000    |
| 2020 | Das Leben (Du warst schon immer so) A Lea                                                 | DE88 (1 Wo.)DE | — | — | Erstveröffentlichung: 6. November 2020                       |
| 2020 | Beton A Kayef                                                                             | DE94 (1 Wo.)DE | — | — | Erstveröffentlichung: 20. November 2020                      |
| 2020 | Du tust es immer wieder A Lea                                                             | DE79 (1 Wo.)DE | — | — | Erstveröffentlichung: 20. November 2020                      |
| 2021 | Mom&Dad A Céline                                                                          | DE100 (1 Wo.)DE | — | — | Erstveröffentlichung: 22. Januar 2021                        |
| 2021 | Leere Hände A Santos feat. Sido & Samra                                                   | DE2 (12 Wo.)DE | AT5 (8 Wo.)AT | CH5 (13 Wo.)CH | Erstveröffentlichung: 8. April 2021                          |
| 2021 | Sommer A Beatzarre & Djorkaeff feat. Capital Bra & Lea                                    | DE3 (7 Wo.)DE | AT13 (4 Wo.)AT | CH20 (2 Wo.)CH | Erstveröffentlichung: 3. Juni 2021                           |
| 2021 | Schwarz A Lea feat. Casper                                                                | DE7 Gold · (16 Wo.)DE | AT41 Gold · (3 Wo.)AT | CH70 (1 Wo.)CH | Erstveröffentlichung: 2. Juli 2021 Verkäufe: + 215.000       |
| 2021 | Vamos a marte A Helene Fischer feat. Luis Fonsi                                           | DE2 Gold · (15 Wo.)DE | AT10 Gold · (8 Wo.)AT | CH7 (2 Wo.)CH | Erstveröffentlichung: 6. August 2021 Verkäufe: + 215.000     |
| 2021 | Wenn du mich lässt A Lea                                                                  | DE22 Gold · (20 Wo.)DE | AT52 (8 Wo.)AT | CH87 (1 Wo.)CH | Erstveröffentlichung: 20. August 2021 Verkäufe: + 200.000    |
| 2021 | Parfum A Lea                                                                              | DE43 (4 Wo.)DE | — | — | Erstveröffentlichung: 17. September 2021                     |
| 2021 | Volle Kraft voraus A Helene Fischer                                                       | DE61 (2 Wo.)DE | — | — | Erstveröffentlichung: 24. September 2021                     |
| 2021 | Null auf 100 A Helene Fischer                                                             | DE23 Gold · (8 Wo.)DE | AT65 (2 Wo.)AT | CH57 (2 Wo.)CH | Erstveröffentlichung: 14. Oktober 2021 Verkäufe: + 200.000   |
| 2021 | Küsse wie Gift A Lea feat. Luna                                                           | DE19 (9 Wo.)DE | AT50 (1 Wo.)AT | CH70 (1 Wo.)CH | Erstveröffentlichung: 5. November 2021                       |
| 2021 | Ein Jahr A Capital Bra x Montez                                                           | DE4 (8 Wo.)DE | AT12 (2 Wo.)AT | CH17 (3 Wo.)CH | Erstveröffentlichung: 18. November 2021                      |
| 2022 | Scheiße baut sich nicht von alleine A SDP feat. 257ers                                    | DE52 (9 Wo.)DE | — | — | Erstveröffentlichung: 31. März 2022                          |
| 2022 | Eigentlich A Lea feat. 01099                                                              | DE19 (7 Wo.)DE | AT48 (1 Wo.)AT | CH64 (1 Wo.)CH | Erstveröffentlichung: 15. Juli 2022                          |
| 2023 | 3 Sekunden A Céline feat. Paula Hartmann                                                  | DE45 (3 Wo.)DE | — | — | Erstveröffentlichung: 6. April 2023                          |
| 2023 | Komm in meine Arme A Lune feat. Céline                                                    | DE14 (8 Wo.)DE | AT27 (3 Wo.)AT | CH48 (2 Wo.)CH | Erstveröffentlichung: 29. September 2023                     |
| 2023 | Atemlos durch die Nacht (10 Year Anniversary Version) P Helene Fischer feat. Shirin David | DE1 a (11 Wo.)DE | AT— aAT | CH14 (1 Wo.)CH | Erstveröffentlichung: 24. November 2023                      |
| 2024 | NaNa A Lune feat. Kauta                                                                   | DE42 (4 Wo.)DE | — | — | Erstveröffentlichung: 17. Mai 2024                           |
| 2024 | Himmel leer A Santos feat. Jazeek                                                         | DE26 (3 Wo.)DE | — | CH81 (1 Wo.)CH | Erstveröffentlichung: 4. April 2024                          |
| 2024 | Mama hat gesagt A SDP feat. Esther Graf & Sido                                            | DE3 Gold · (… Wo.)DE | AT19 (… Wo.)AT | CH46 (2 Wo.)CH | Erstveröffentlichung: 2. Mai 2024 Verkäufe: + 300.000        |
| 2024 | Phantasie A Lea feat. Lune                                                                | DE62 (1 Wo.)DE | — | — | Erstveröffentlichung: 3. Oktober 2024                        |
| 2024 | Karamell A, P Die Schule der magischen Tiere                                              | DE94 (… Wo.)DE | — | — | Erstveröffentlichung: 6. September 2024                      |
| 2024 | Geschlossene Augen A Santos feat. Sido                                                    | DE4 (12 Wo.)DE | AT10 (5 Wo.)AT | CH12 (3 Wo.)CH | Erstveröffentlichung: 10. Oktober 2024                       |
| Promo-Singles |                                                                                           | | | |                                                              |
| |                                                                                           | | | |                                                              |
| 2023 | Pass auf mich auf A Lea feat. Luvre47                                                     | DE93 (1 Wo.)DE | — | — | Erstveröffentlichung: 14. April 2023                         |
| 2023 | Wenn du mich lässt A Montez                                                               | DE96 (1 Wo.)DE | — | — | Erstveröffentlichung: 3. Mai 2023                            |
| Folgende Lieder erschienen nicht als Single, wurden aber durch das Album zum Download und Streaming bereitgestellt und konnten somit eine Platzierung erlangen: |                                                                                           | | | |                                                              |
| |                                                                                           | | | |                                                              |
| 2019 | Purple Rain A Capital Bra & Samra feat. Santos                                            | DE50 Gold · (3 Wo.)DE | — | — | Charteinstieg: 25. Oktober 2019 Verkäufe: + 200.000          |
| 2023 | Aperol im Glas A Lea feat. 01099                                                          | DE45 (12 Wo.)DE | — | — | Charteinstieg: 12. Mai 2023                                  |
| 2024 | Halt, das ist unser Wald A, P Die Schule der magischen Tiere                              | DE70 (… Wo.)DE | — | — | Charteinstieg: 11. Oktober 2024                              |

## Preise
- Deutscher Musikautor*innenpreis
  - 2025: in der Kategorie „Text Schlager“[18]
- Polyton
  - 2023: in der Kategorie „Text“ für 3 Sekunden (Céline feat. Paula Hartmann)[19]

Nominierungen
- YouTube Music Award
  - 2024: in der Kategorie „Songwriter:in of the Year“[20]

## Auszeichnungen für Musikverkäufe
Anmerkung: Auszeichnungen in Ländern aus den Charttabellen bzw. Chartboxen sind in ebendiesen zu finden.
| Land/RegionAuszeichnungen für Musikverkäufe (Land/Region, Auszeichnungen, Verkäufe, Quellen) | Gold       | Platin       | Verkäufe  | Quellen           |
| -------------------------------------------------------------------------------------------- | ---------- | ------------ | --------- | ----------------- |
| Deutschland (BVMI)                                                                           | 12× Gold12 | 6× Platin6   | 4.900.000 | musikindustrie.de |
| Österreich (IFPI)                                                                            | 5× Gold5   | Platin1      | 105.000   | ifpi.at           |
| Schweiz (IFPI)                                                                               | —          | 3× Platin3   | 70.000    | hitparade.ch      |
| Insgesamt                                                                                    | 17× Gold17 | 10× Platin10 |           |                   |

## Trivia
Er betreibt in Berlin die Bar Kauz & Kiebitz.